# Montoliu de Segarra
Montoliu de Segarra – gmina w Hiszpanii, w prowincji Lleida, w Katalonii, o powierzchni 29,48 km². W 2011 roku gmina liczyła 197 mieszkańców.